# Pietrelcinai Szent Pio
Francesco Forgione (Pietrelcina, 1887. május 25. – San Giovanni Rotondo, 1968. szeptember 23.) olasz római katolikus pap, kapucinus szerzetes, misztikus. A Pio nevet a szerzetesrendben kapta. Pappá szentelése után Padre Pio (Pio atya) néven vált ismertté. 
Számos különleges esemény fűződik nevéhez. Stigmái, bilokációs képessége  és a gyógyító tehetsége  révén széles körben ismertté vált és egyre több zarándokot vonzott hozzá. II. János Pál pápa 1999-ben boldoggá, majd 2002-ben szentté avatta.

## Kezdeti évek (1887–1903)
1887. májusában látta meg a napvilágot a dél-olasz, Campania régióbeli kisvárosban, Pietrelcinában, Grazio Mario Forgione (1860–1946) és Maria Giuseppa de Nunzio (1859–1929) negyedik gyermekeként. Hét testvére volt, közülük négyen érték meg a felnőttkort: egy bátyja, Michele, és három húga: Felicità, Pellegrina, és Grazia (aki később apáca lett). Szülei állatokkal foglalkoztak, pásztorkodással keresték meg a betevőre valót. Édesanyja ragyogó, világos szemű asszony reggeltől késő estig dolgozott. Amíg mezei munkák voltak, a földeken, később otthon a ház körül látta el háziasszonyi, sőt hosszú időn át a családfői teendőket. Édesapja szintén munkásember volt, s azért, hogy Francesco tanulhasson, Amerikába utazott dolgozni. Fiát a várfal mellett meghúzódó, közeli Szent Anna-kápolnában keresztelték meg, ahol később ministrált is. Visszaemlékezve azt mondta, hogy ötéves korára már tudta, hogy életét Istennek fogja szentelni. Sűrűn vezekelt, anyja egyszer rajtakapta, amint a földön alszik egy nagyobb követ használva párnaként. Tízéves koráig állatőrzéssel foglalkozott, ami késleltette tanulmányainak megkezdését. Egyszerű életet éltek, azonban későbbi visszaemlékezéseiben ezt írta: „családunkban nehéz lett volna tíz lírát találni, de sohasem hiányzott semmink se.”
Gyermekkorában Francesco mennyei látomásokról és elragadtatásokról számolt be. 1897-ben, három év elemi iskola után hivatást érzett a szerzetesi életre, miután egy fiatal kapucinus szerzetessel beszélt, aki a vidékükön gyűjtött adományokat. Amikor kifejezte szándékát szüleinek, elutaztak Morconéba egy közösséghez, amely 21 kilométerre északra volt Pietrelcinától, hogy megtudják, fiuk beléphet-e a rendbe. Az ottani szerzetesek azt mondták, hogy szeretnék a fiút felvenni közösségükbe, de ehhez magasabb tanulmányokra van szükség.
Apja az Egyesült Államokba utazott, hogy munkát keressen, amelynek keresetéből kifizetheti fia magánóráit. Ez idő alatt bérmálkozott Francesco, 1899. szeptemberében. Elvégezte a magániskolát, és megszerezte a megbeszélt tanulmányi fokozatot.
1903. január 6-án, 15 évesen, belépett a morconei kapucinus szerzetesek noviciátusába, ahol januárban felöltötte a habitust, és megkapta a Pio nevet, V. Piusz pápa tiszteletére, aki Pietrelcina védőszentje volt. Letette a szegénységi, szüzességi és engedelmességi fogadalmat.

### Gyermekkora
Csendes, nyugodt gyermek volt. Ha édesanyja játszani küldte, gyakran kérte, hogy maradhasson: „Nem szeretnék, mert csak rosszalkodnak.” Józan ítélőképességgel saját maga választotta meg barátait, elkerült minden alattomos és álnok gyereket. Vézna, de egészséges, kötelességtudó, meg nem alkudó fiú volt. Sok életrajzírója úgy mutatja be mint besavanyodott koravén, kedvetlen gyermeket. Ezt cáfolják kortársai, egykori játszótársai, ő maga pedig így emlékezett vissza évtizedekkel később: „Örültem a játéknak, örültem ha láthattam a vidáman játszó pajtásokat, szerettem az ízléses, szellemes tréfákat.”
Magániskolába kerülése után Don Tiziani felügyelete alá került, aki korábban pap volt, de a reverendát szögre akasztotta, és felcserélte egy asszonnyal. Bár tanítványaival szemben tartózkodó volt, mégsem lehetett a botrányt, papi hűtlenségét titokban tartania. Otthon feleségét és lányát vádolta. Feltárta előttük belső lelki gyötrelmeit, önvádjait, szemükre vetette, hogy mindez miattuk van. Az effajta, kulisszák mögötti színjáték kihallatszott, a tanulószoba sarkába húzódott gyermekek mindent hallottak. Francescót ezek a szín nélküli fellépések teljesen megzavarták. Egy napon édesanyja érdeklődött a tanítónál a fiú előmenetele felől. Fájdalommal kellett hallania: „Egyáltalán nem halad a gyerek. – És ha meg is érti a tananyagot, azonnal a templomba szalad: reggel misére, este ájtatosságra, hol marad hát ideje a tanulásra?” Amikor a kis Francesco hazament a templomból, kitört a vihar. Ő a szemrehányásokra egy szót se válaszolt. Végül édesanyja kétségbeesetten kiáltott fel: „Most mit írjak a papának, aki miattad van tőlünk távol, érted dolgozik, hogy tanulhass, hogy páter lehess?!” A gyermek könnyekre fakadt, és csak annyit mondott: „Mama, nem vagyok bűnös, mert nem tanulok, azért sem mert templomba járok. Mama, arról van szó, hogy a tanító egy rossz pap.” Amíg ezek otthon történtek édesapjának egyre az járt az eszében, hogy ha fia páter akar lenni, tanulhat valami jót egy kiugrott paptól? Azonnal írt feleségének, hogy vegye ki az iskolából. Édesanyja Angelo Caccavót választotta új magántanárnak, és megérte, hogy fia osztályelső lett.

### Vallásos légkör
Pietrelcina vallásos falu volt, ahol az év összes ünnepnapját megtartották, a szenteket nagy tisztelet övezte. Bár írástudatlanok voltak, Francesco szülei megjegyezték és gyakran meséltek gyermekeiknek bibliai történeteket. A család tagjai naponta jártak szentmisére, esténként imádkozták a rózsafüzért, és a Kármelhegyi Boldogasszony ünnepe előtt három napos böjtöt tartottak. Úgy tartják, hogy Francesco gyermekkorától kezdve látta Jézust, Szűz Máriát és az őrangyalát, és beszélgetni is tudott velük, s amíg gyermek volt, meg volt győződve arról, hogy erre mások is képesek.

## Szerzetesség (1903–1968)
1903. január 6-án belépett a morconei kapucinusok közösségébe, ahol ugyanebben a hónapban öltötte föl a habitust, és kapta a Frater Pio (Pio testvér) nevet. Novícius korában állítólag gyakran érték támadások a Gonosztól, aki egy esetben egy vörös szemű, fekete kutya képében jelent meg egy éjszaka a cellájában.
A hat évig tartó teológiai tanulmányok megkezdése előtt ökrös szekéren utazott Assisi Szent Ferenc szerzetesrendjébe. Három évvel később, 1907. január 27-én ünnepélyes fogadalmat tett. Tizenhét évesen hirtelen megbetegedett, rosszul érezte magát, étvágytalanságra, álmatlanságra, kimerültségre, ájulásra és szörnyű fejfájásra panaszkodott. Sűrűn hányt, csak tejet és sajtot tudott enni. Életrajzírói szerint ez idő alatt, a testi megbetegedéseivel egyidejűleg, megmagyarázhatatlan jelenség kezdődött. Történeteik szerint hangokat lehetett hallani a szobájából éjjelenként – néha sikításokat és ordításokat. Imádság alatt Pio testvér eszméletlen volt, mintha ott se lett volna. Egyik szerzetestársa azt állítja, hogy egyszer látta eksztázisban a föld felett lebegni.
1905 júniusában Pio testvér egészsége annyira megromlott, hogy elöljárói egy hegyi kolostorba küldték abban a reményben, hogy a levegőváltozás jó hatással lesz rá. Egészségi állapota egyre rosszabb lett, úgyhogy az orvosok azt javasolták, térjen vissza szülőfalujába, ám állapota ott még rosszabbra fordult.
1910. augusztus 10-én Beneventóban Paolo Schinosi érsek pappá szentelte. Négy nappal később első szentmiséjét a pietrelcinai Angyalos Boldogasszony plébániatemplomban mutatta be. A szentelést követő években kezdett erős fájdalmat érezni azokon a helyeken, ahol később a stigmák megjelentek: tenyere közepén, talpán és mellkasa egy pontján. A fájdalom intenzitása bizonyos helyzetekben nőtt, máskor csökkent. Bizonytalan egészségi állapota miatt 1916-ig engedélyezték neki, hogy a habitust viselve a családjával maradhasson. Ezen idő alatt iskolában tanított, és naponta misézett, prédikált.
1916. szeptember 4-én Pio atyát visszarendelték a közösségi életbe. Egy földművelő kapucinus közösségbe került, a Kegyelmek Anyja közösségbe, a Gargano-hegységbe, San Giovanni Rotondo falujában, Foggia megyében. Pio atyával együtt a közösség hét szerzetesből állt. Haláláig San Giovanni Rotondóban maradt, a katonai szolgálatát kivéve.

## Katonai szolgálat
Amikor kitört az első világháború, négy szerzetest választottak ki katonai szolgálatra. Ekkor Pio atya szemináriumi tanár volt és lelki vezető (spirituális). Amikor még egy szerzetest hívtak be katonai szolgálatra, Pio atya a közösség vezetője lett. 1915. november 16-án besorozták az olasz hadseregbe, és december 6-án Nápolyba vezényelték a 10. egészségügyi századhoz. Gyenge egészsége miatt folytonosan hol leszerelték, hol behívták, egészen 1918. március 16-ig, amikor is alkalmatlannak nyilvánították a katonai szolgálatra, és leszerelték. Összesen 182 napot töltött katonai szolgálatban.
Pio atya ezután lelki vezető lett. Öt szabálya volt a lelki növekedésre: heti gyónás, napi áldozás, lelki olvasmány, elmélkedés és lelkiismeret-vizsgálat.
A heti gyónást a szoba heti leporolásához hasonlította. Az elmélkedés és lelkiismeret-vizsgálat gyakorlását ajánlotta napi kétszer: először reggel, a napra való felkészülésként, másodszor pedig este, a napra való visszatekintésként. A teológia gyakorlati alkalmazását gyakran úgy összegezte mára híressé vált mondatában, hogy: „Imádkozz, remélj, és ne aggodalmaskodj!” Rá akarta vezetni a keresztényeket, hogy Istent ismerjék fel mindenben és mindenekelőtt az ő akaratát kívánják teljesíteni.
Bár Pio atya nem töltött sok időt katonai szolgálatban, egy feljegyzett eset mégis nagy katonai jelentőséggel bír. Az alábbi eset szemtanúja volt Bernardo Rosini tábornok, aki abban az időben az Egyesült Légierőnél szolgált.
„Ahányszor visszatértek a pilóták a küldetésről – mondja – egy szerzetesről beszéltek, aki megjelent az égen, hogy visszafordítsa a gépeket. Mindenki nevetett ezeken a hihetetlen történeteken. De mivel ezek a történések ismétlődtek, a parancsnok úgy döntött, hogy személyesen veszi elejét az ügynek. Egy repülőszázadot vezényelt, hogy megsemmisítsenek egy titkos német hadianyagraktárt San Giovanni Rotondo területén. Ezidáig senkinek sem sikerült ebbe az irányba menni a misztikus illúzió miatt, amely visszafordította a repülőket. Mivel ez már egy ideje folyt, a bázison nyugtalanság volt. Mindannyian kíváncsiak voltunk a művelet eredményére. Amikor a repülőszázad visszatért, elmentünk megkérdezni, hogy mi történt. Az amerikai parancsnok feldúlt volt. Elmesélte, hogy amint a célpont közelébe értek, ő és a pilótái láttak egy szerzetest az égen, amint magasra emeli a kezét. A bombák maguktól lehulltak a fák közé és a gépek visszafordultak, a pilóták részéről bármilyen beavatkozás nélkül. Azon az estén ez az eset volt a fő téma. Mindenkit az érdekelt, hogy ki volt ez a kísértet, akinek a gépek engedelmeskedtek. Valaki elmesélte a parancsnoknak, hogy San Giovanniban él egy stigmatizált pap, akit mindenki szentnek tart, és hogy lehet, hogy ő a felelős a gépek visszafordításáért. A parancsnok nehezen hitte el, de mihelyst lehetett, meg akarta tudni az igazságot. A háború után a parancsnok néhány pilótája kíséretében megérkezett a kapucinus kolostorba. Amint átlépte a szentély küszöbét, meglátott néhány szerzetest, akik közül felismerte azt, aki megállította a repülőket. Pio atya odament hozzá, vállára tette a kezét és ezt mondta: „Szóval te voltál az, aki mindannyiunkat el akart távolítani.” A parancsnok letérdelt előtte. Pio atya a szokásos beneventói akcentusával beszélt, de a tábornok meg volt győződve arról, hogy angolul beszél. A parancsnok, aki protestáns volt áttért a katolikus hitre.”
A katonáknak a városka nem jelentett semmit. Mivel nem merészkedhettek közel, hogy a célpontot pontosan meghatározzák és csak azt bombázzák, ezért az egész várost le kellett volna bombázniuk. Ez nem történt meg.

## San Giovanni Rotondóban

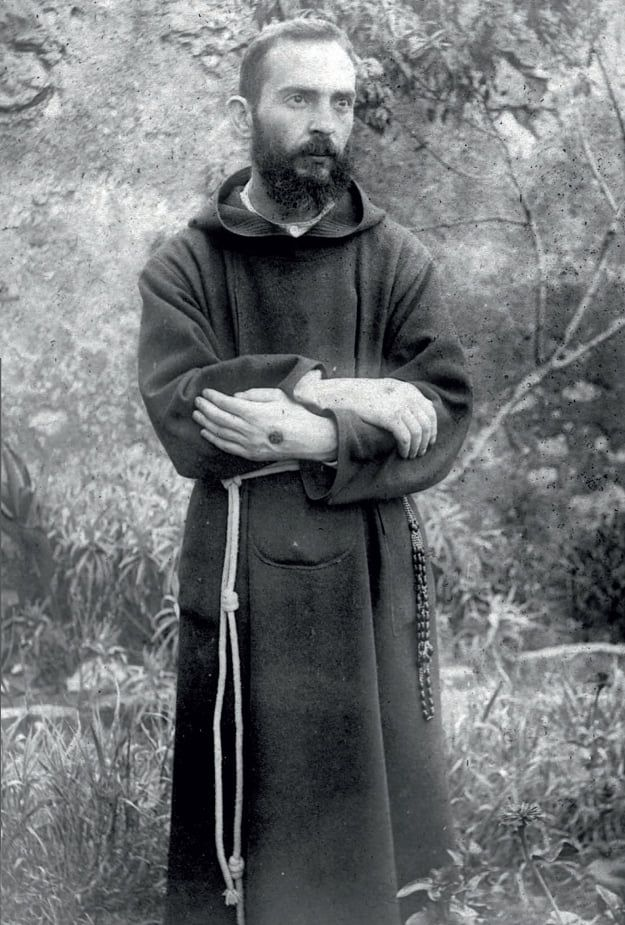
Fiatalon, kezein a stigmákkal

1916. szeptember 4-én Pio atyát visszarendelték a közösségi életbe. Egy földművelő kapucinus közösségbe került, a Kegyelmek Anyja közösségbe, a Gargano-hegységbe, San Giovanni Rotondo falujában, Foggia megyében. Pio atyával együtt a közösség hét szerzetesből állt.
Katonai szolgálatát leszámítva haláláig itt élt. 1918. szeptember 20-án imádság közben megjelennek kezén, lábán és oldalán a stigmák. Értelmüket látomás tárja fel Pio számára: Krisztus társa lesz a szenvedésben. A stigmák néhány héttel Pio halála előtt teljesen eltűntek testéről.
A San Giovanni Rotondóban való tartózkodása alatt meglátogatta őt a fiatal pap Karol Jozef Wojtyła (a későbbi II. János Pál pápa), akinek állítólag megjósolta, hogy pápa lesz.

### Gyenge egészsége
A gyermekkori betegségei mellett Pio atya életében „asztmás hörghurutban” szenvedett. Emellett volt veseköve, amely gyakori hasüregi fájdalmat okozott neki. Továbbá krónikus gyomorhurutban is szenvedett, amely később fekéllyé vált. Szenvedett még szem-, fül-, orr- és torokgyulladásban, amely később orrnyálkahártya-gyulladást és hallójárat-gyulladást okozott.
1925-ben Pio atyát lágyéksérvvel műtötték, s röviddel ezután egy nagy ciszta alakult ki a nyakán, amelyet műtéti úton kellett később kioperálni. Egy másik műtétre volt szükség, hogy eltávolíthassanak egy rosszindulatú tumort a fülén. Az operáció után Pio atyának sugárkezelésre volt szüksége, amely két kezelés sikeres volt.
1956-ban komoly nyálkás mellhártyagyulladást diagnosztizált Cataldo Cassano professzor, aki személyesen is komoly mennyiségű folyadékot szívott le Pio atya testéből. Négy egymást követő hónapban maradt ágyban ezután.
Időskorában Pio atyát ízületi gyulladás kínozta, de ő nem engedte, hogy altassák. Az orvosok helyi érzéstelenítést alkalmaztak, vagy megpróbálták leitatni, hogy kevésbé érezze a műtéteket. Egyszer azt mondta az orvosának: „Ne keverjük a kapuccsínót alkohollal.” – mivel a cappuccino szó egyaránt jelenti olaszul a kapucinust és a kapucinert.

### Lelki szenvedése

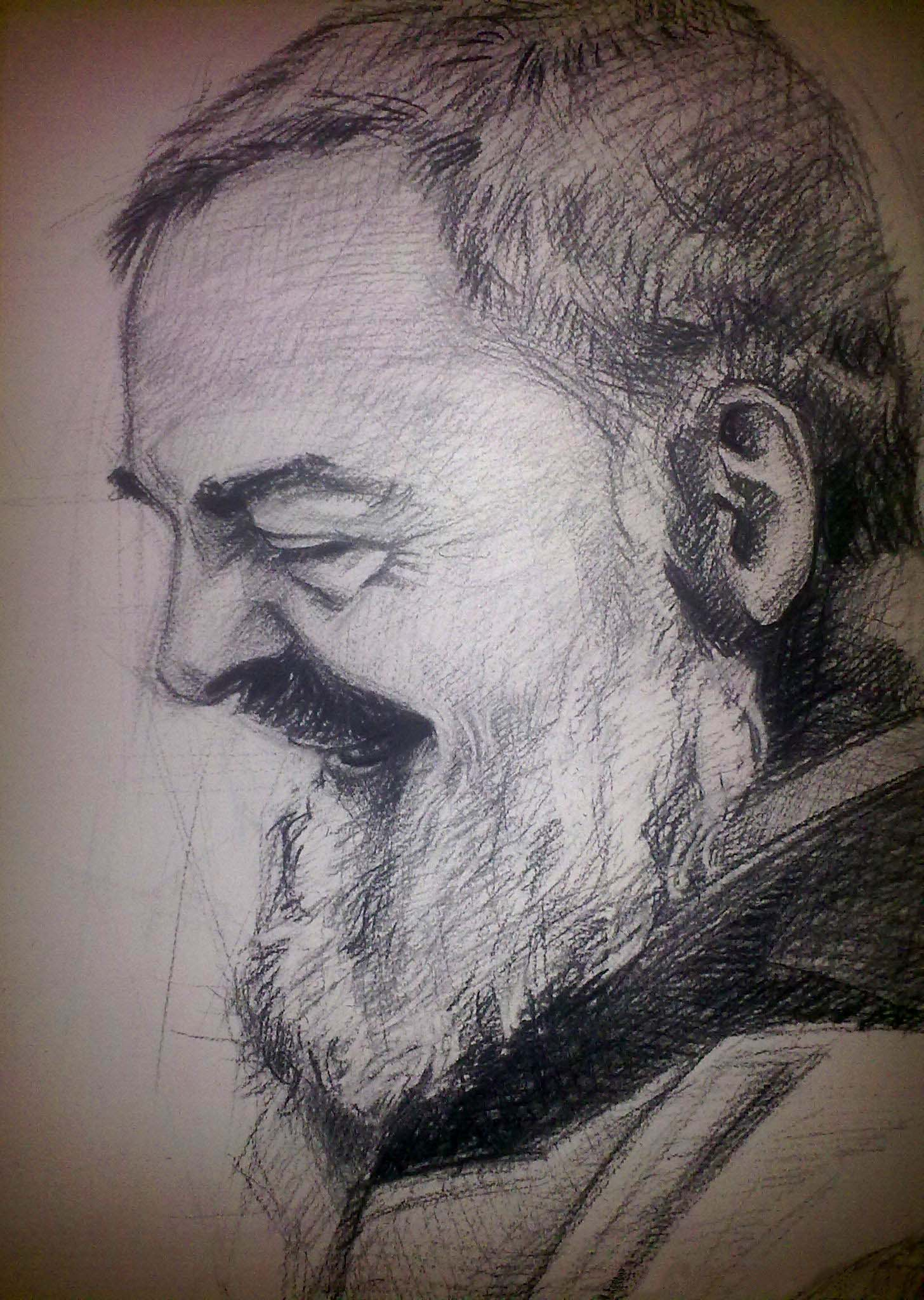
A keresztény elmélkedés erős híveként Pio atya ezt mondta: „A könyveken keresztül az ember Istent keresi; az elmélkedés által viszont meg is találja”

Pio atya hitte, hogy Isten szeretete elválaszthatatlan a szenvedéstől, és hogy a lélek úgy juthat el Istenhez, ha mindent elszenved. Úgy érezte, hogy a lelke egy kaotikus labirintusban van teljes elhagyatottságba merülve, mintha a pokol legmélyebb bugyrában volna. Hívei azt tartják, hogy eme lelki szenvedés ideje alatt Pio atyát megtámadta a Sátán lelkileg és testileg is. Hívei azt tartják még, hogy a Gonosz ördögi fogásokkal akarta Pio atya szenvedését növelni. Ez úgy történt, hogy megjelent a „világosság angyalaként” vagy megsemmisített vagy megváltoztatott leveleket, amelyeket a lelki vezető kapott és küldött. Ágoston atya ezt megerősítette, amikor ezt mondta:
A Sátán megjelent fiatal lányok képében, akik meztelenül táncoltak, … a megfeszített Krisztus képében, a szerzetesek fiatal barátjának képében, a lelki atya képében, a provinciális atya képében, X. Piusz pápa képében, az őrangyala képében, Szent Ferenc képében és a Szűzanya képében.
Ma 22 napja, hogy Jézus megengedte az ördögöknek, hogy rajtam töltsék haragjukat. Atyám, az egész testem zúzódott a verések miatt, amelyeket elviseltem egy ideig az ellenségeinktől. Sűrűn letépték az ingemet, hogy a csupasz bőrömet üthessék.
Gabriele Amorth atya, a Vatikán rangidős ördögűzője azt állította egy interjúban, hogy Pio atya különbséget tudott tenni Jézus, Mária és a szentek valódi megjelenése és a sátáni illúziók között azáltal, hogy gondosan megfigyelte lelkiállapotát és azokat az érzéseket, amelyeket a jelenések közben elfogták. Leveleiben az áll, hogy türelmes maradt megpróbáltatásai közepette, mert erősen hitt abban, hogy Jézus, Mária, őrangyala, Szent József és Szent Ferenc végig vele vannak, és végig segítik őt. Leveleiből kiderül, hogy Pio atya úgy tett különbséget a gonosz lelkek között, hogy megkérte őket, hogy mondják: Éljen Jézus!. Ezt a gonosz lelkek nem mondták utána.

### Transzverberáció és látható stigmák
Pio atya elmondása alapján már korai papsága idején megtapasztalta a látható stigmák kevésbé feltűnő változatát, a látható stigmákét, amelyek miatt később híressé vált. Egy 1911-es levélben, amelyeket lelki tanácsadójának, Benedek atyának írt, leír valamit, amit már egy éve tapasztal:
Azután tegnap este történt valami, amit sem megmagyarázni, sem megérteni nem tudok. A tenyereim közepén megjelent egy vörös folt, körülbelül egy pénzérme nagyságú, heves fájdalommal együtt a vörös folt közepén. A fájdalom sokkal jobban érződött a bal tenyeremen olyannyira, hogy még mindig érzem. Emellett a lábam alatt is érzek fájdalmat.
Közeli barátja, Ágoston atya írt neki 1915-ben konkrét kérdésekkel, hogy pl. mikor tapasztalt először látomásokat, hogy talán a stigmák ajándékában részesült, és hogy érezte-e Krisztus keresztútjának fájdalmait, nevezetesen a töviskoronázást és az ostorozást. Pio atya azt válaszolta, hogy látomásai noviciátus kora óta vannak (1903–1904). Leírta azt is, hogy bár megkapta a stigmákat, annyira megijedt tőlük, hogy kérte az Urat arra, hogy vegye vissza őket. Nem kívánta, hogy a fájdalom elmúljék, csak a látható sebhelyek, attól a pillanattól kezdve leírhatatlan és majdnem elviselhetetlen megaláztatásnak vélte a sebeket. A látható sebek eltűntek egy időre, de 1918 szeptemberében újra megjelentek. Jelentette, ugyanakkor, hogy a fájdalom ez idő alatt megmaradt és hevesebb volt bizonyos napokon (pénteken) és különböző körülmények között. Azt is elmondta, hogy valóban megtapasztalta a töviskoronázás és az ostorozás fájdalmát. Nem tudta pontosan megmondani a tapasztalat gyakoriságát, de azt elmondta, hogy pár éve heti rendszerességgel elszenvedte ezeket.
Ezek az élmények felelősek állítólag egészségének megromlásáért, s azért kellett otthon maradnia. Hogy fenntarthassa szerzetesi életét mialatt távol volt a közösségtől naponta mondott misét és tanított az iskolában.
Keresztes Szent János így írja le a transzverberáció jelenségét:
A lélek Isten szeretetétől meggyújtva egy szeráf támadása alá kerül, aki átszúrja azt egy tüzes dárdával. Ez a lelket sebzetten hagyja, ami szenvedést okoz neki túlcsorduló isteni szeretetből.
Az első világháború még zajlott, és 1918 júliusában XV. Benedek pápa, aki a világháborút „Európa öngyilkosságának” nevezte, megkért minden keresztényt, hogy imádkozzanak a háború véget éréséért. Ugyanezen év július 27-én Pio atya felajánlotta magát áldozatként ugyanazért. A napok teltek augusztus 5. és 7. között, s Pio atyának látomása volt, amelyben megjelent Krisztus és átszúrta az oldalát. Ennek eredményeként Pio atyának valós seb keletkezett az oldalán. Ezt az eseményt „transzverberációnak” nevezik vagy pedig az Istennel való szeretetkapcsolat következtében történő szív átdöfésnek. (Augusztus 8-án az antant hadseregei megkezdték a 100 napos offenzívát, amely fegyverszünethez és a háború végéhez vezetett.)
Mellékesen Pio atya első osztályú ereklyéje, amely egy nagy keretbe zárt ruhadarab Pio atya átdöfött oldalán a sebből kifolyt vérrel, a chicagói Kenti Szent János templomban található.
A transzverberációjával együtt egy másik hét hetes lelki nyugtalanság következett be. Az egyik kapucinus testvér ezt mondta akkori állapotáról:
Ez idő alatt az egész külseje úgy festett mintha meghalt volna. Folyton sírt és sóhajtozott mondván Isten elhagyta őt.
Pio atya 1918. augusztus 21-én, Benedek atyának írt levelében leírja a transzverberációs tapasztalatait:
Miközben a fiúk gyónásait hallgattam (augusztus) 5-én este, hirtelen megrettentem egy mennyei személy látványától, aki a lelki szemeim előtt megmutatta magát. Egy olyasféle fegyver volt a kezében, amely hasonlított egy nagyon hosszú éles fémkardra, s úgy tűnt, mintha tüzet bocsátana ki. Ezután hirtelen ez az egész lejátszódott előttem: a személy teljes erejéből a lelkembe hajította lándzsáját. Nehezen tudtam felkiáltani, úgy éreztem, hogy meghalok. Megkértem a fiút, hogy távozzon, mert rosszul éreztem magam és nem volt erőm tovább folytatni. A gyötrelem 7-e reggeléig megszakítás nélkül tartott. Képtelen vagyok elmondani mennyit szenvedtem a kínok ideje alatt. Még a zsigereimet is széttépte, összetörte a fegyver és semmit sem kímélt. Attól a naptól kezdve halálosan meg lettem sebesítve. A lelkem mélyén érzem, hogy a seb még mindig nyílt, és ez további gyötrelmeket okoz.
1918. szeptember 20-án a feljegyzések szerint a transzverberáció fájdalmai abbamaradtak, és Pio atyát „mélységes béke” töltötte el. Azon a napon, amikor Pio atya imádkozott a Kegyelmek Anyja-templom kórusán, ugyanaz a Személy, aki megjelent és átdöfte a szívét, és akit a Sebzett Krisztusnak vélt, ismét megjelent Pio atyának egy másik vallásos elragadtatást okozva ezzel. Amikor a jelenség véget ért, Pio atya megkapta a látható stigmákat, Krisztus öt sebét. Ekkor azonban a stigmák véglegesek voltak, és rajta maradtak életének következő 50 évében.
Szent Pio atya elöljárójának és lelki tanácsadójának, Benedek atyának írt levelében, 1918. október 22-i dátummal, leírja élményét a stigmák megszerzéséről:
Múlt hónap 20-án reggel a kórusban, miután megünnepeltem a Szentmisét rám tört az álmosság, amely hasonló volt az édes alváshoz. […] Magam előtt láttam egy titokzatos személyt, aki hasonló volt ahhoz, akit augusztus 5-én láttam. A különbség az volt, hogy kezeiből és lábából vér csöpögött. A látvány megrémített és amit akkor éreztem az leírhatatlan. Azt gondolom, meghaltam volna, ha az Úr nem lépett volna közbe és nem erősítette volna meg a szívemet, amely majdnem kiszakadt a mellkasomból. A látomás eltűnt és arra lettem figyelmes, hogy a kezeimből, a lábaimból és az oldalamból vér csöpög. Képzelje el a gyötrelmet, amelyet megtapasztaltam és tapasztalok minden nap. A szívseb folytonosan vérzik különösen csütörtök estétől szombatig. Kedves atyám, meghalok a sebek okozta fájdalomtól és a sebek miatti szégyenkezéstől, amelyet lelkem mélyén érzek. Attól tartok, hogy elvérzek, ha az Úr nem hallgatja meg szívből jövő esedezésem, hogy szüntesse meg ezt az állapotot. Meg fogja-e ezt szüntetni Jézus, aki oly jó, s megadja-e ezt a kegyelmet? Megszabadít-e legalább a szégyenkezéstől, amely a külső jelek miatt ér? Felemelem a hangomat, és nem hagyom abba a könyörgést amíg az irgalmassága el nem veszi, nem a sebeket vagy a fájdalmat, ami lehetetlen hiszen fájdalomtól megrészegült szeretnék lenni, hanem ezeket a külső jeleket, amelyek oly sok szégyenkezést és elviselhetetlen megaláztatást okoznak.
Idézte: „a fájdalom olyan intenzív volt, hogy elkezdtem magam úgy érezni, mintha haldokolnék a kereszten.”
Foggiai atyák megbízták dr. Luigi Romanellit, – Barletta városának kórházából érkezett – aki figyelte és kezelte a sebeket. Dr. Amico Bignami – a római La Sapienza Egyetem patológusa – javaslatára a kötésre pecséteket tettek. Dr. Romanelli tizenöt hónapon keresztül vizsgálta. A sebekről végül jelentésében azt írja, nem tudta osztályozni, de úgy vette észre, nem felületi sebekről van szó. A sebek legkisebb nyomásra is éles fájdalmat váltottak ki. A kéz sebei kétoldali benyomásánál ürességet érzett, de nem tudta megállapítani, hogy összeértek volna-e az ujjai a kéz vastagságában a fájdalmak miatt.
Bár Pio atya szeretett volna titokban szenvedni, 1919 elejére a stigmatizált szerzetes híre elkezdett terjedni a világban. Pio atya sebeit sok ember megvizsgálta, köztük orvosok is. Az emberek, akik elkezdték újjáépíteni életüket az első világháború után, Pio atyát a remény szimbólumának tekintették. Akik közel álltak hozzá, megesküsznek arra, hogy több lelki ajándék kezdett megmutatkozni rajta, köztük a gyógyítás, bilokáció, levitáció, prófétálás, csodák, különleges megvonása az alvásnak és a tápláléknak (Ágoston atya feljegyzései állítják, hogy egy esetben Pio atya Verafrenóban minimum 20 napon keresztül csak Eucharisztián élt, minden testi táplálék nélkül), a lelkekben olvasás képessége, a nyelvek ajándéka, a térítés ajándéka és a sebeinek illata.

### Viták
1940-ben Pio atya elkezdte tervezni egy kórház építését San Giovanni Rotondóban, amelynek a Szenvedés Enyhítésének Háza nevet adta. A kórház 1956-ban nyílt meg. Barbara Ward, egy brit humanitárius és újságírónő fontos szerepet játszott a projekt kivitelezésében azzal, hogy 325 000 amerikai dollár segélyt szerzett az ENSZ Segély- és Újjáépítési Bizottságától. Azért, hogy Pio atya közvetlenül felügyelhesse a munkálatokat, XII. Piusz pápa 1957-ben felmentést adott neki a szegénységi fogadalma alól. Pio atya becsmérlői a munkálatokat fegyverként használták, hogy támadhassák. Azzal vádolták, hogy a pénzt helytelenül kezeli.
Pio atya számos eljárás jogi alanya volt. Helyi forrongástól tartva, a tervet, hogy Pio atyát elszállítsák egy másik kolostorba, elvetették és egy második terv lépett életbe, amikor majdnem forrongás tört ki. 1924-től 1931-ig a Szentszék különböző állításokkal tagadta, hogy Pio atya életének eseményei bizonyítottan isteni eredetűek lennének. Egy ideig eltiltották nyilvános papi tevékenységei, mint a gyóntatás és misemondás gyakorlásától.
1933-ra ez megváltozott, amikor XI. Piusz pápa a Szentszéket arra utasította, hogy töröljék el Pio atya tilalmát a nyilvános misézéstől. A pápa ezt mondta: „Nem álltam rosszul Pio atyához, de rosszul informáltak.” 1934-ben újból megengedték, hogy gyóntasson. Megadták neki a prédikálás tiszteletbeli címét, holott sohasem tett vizsgát prédikálásból. XII. Piusz, aki 1939-ben lett pápa, bátorította az embereket, hogy látogassák meg Pio atyát. Egy könyv szerint, szent XXIII. János pápa (1958–1963) nem támogatta elődjei szemléletmódját, és 1960-ban úgy írt Pio atya tevékenységéről mint „óriási csalásról”. Ezzel szemben utódja, szent VI. Pál pápa az 1960-as évek közepén minden vád alól felmentette.

### Rendkívüli jelenségek
Pio atya életében a stigmák mellett legismertebb és több tanú által igazolt rendkívüli jelensége a gyónók lelkének, gondolatainak olvasása, valamint az ún. bilokáció (egyszerre két helyen való jelenlét). Közismert, több esetben tanúsított és sokszor vizsgált jelenség volt továbbá a rendkívül magas testhőmérséklet (48 fok) és egy nagyon kellemes, intenzív virágillat, amely jelenlétéhez vagy az általa használt tárgyakhoz kötődött. Francesco Castello: Padre Pio sotto inchiesta. Ares-ban és Milánóban, 2008-ban kiadott művében közli a jelentést arról a vizsgálatról, amelyet Rafaele Carlo Rossi püspök 1921. június 14. és 24. között tartott San Giovanni Rotondóban a (mai nevén) Hittani Kongregáció megbízásából.
Egy csoda, amit Pio atya első csodájaként azonosítottak, 1908-ban történt. Akkor Montefusco monostorában élt. Egy napon egy zsákba gesztenyéket gyűjtött egy közeli erdőben. A zsákot Pietrelcinába küldte a nagynénjének, Dariának, aki mindig nagy szeretettel viseltetett iránta. Az asszony megette a gesztenyéket, és eltette a zsákot. Néhány nappal később valamit keresett egy fiókban, ahol a férje általában a puskaport tartotta. Ez este volt, úgyhogy gyertyával világított a szobában, amikor hirtelen a fiók kigyulladt, és Daria néni arca megégett. Hirtelen felkapta azt a zsákot, amit Piótól kapott, és enyhülést keresve az arcára terítette. A fájdalma azonnal elmúlt, és nem maradt seb vagy égésnyom sem az arcán.
A második világháború végén Olaszországban is jegyre adták a kenyeret. Pio atya kolostorának mindig sok vendége volt, köztük szegények is, akik élelemért jöttek. Egy napon a szerzetesek az ebédlőbe mentek és rájöttek, hogy a kosárban csak alig két vekni kenyér van. Imádkoztak és leültek mielőtt elkezdtek volna enni. Pio atya bement a templomba, és amikor visszatért, egy halom kenyeret tartott a kezében. A felettese kérdezte: „Hol kaptad ezt a sok kenyeret?” – „Egy zarándok az ajtónál nekem adta őket”, válaszolta Pio atya. Senki sem kommentálta az esetet, de mindenki azt gondolta, hogy csak ő találkozhatott ilyen zarándokkal.
Egyszer Pio atya monostorában egy szerzetes elfelejtett ostyát előkészíteni a szentmiseáldozathoz, az Eucharisztiához. Csak néhány rendelkezésre álló ostya volt. De az átváltoztatás után, amikor Pio atya elkezdte kiosztani az ostyát az embereknek, több ostya maradt a szertartás végén, mint amennyit azelőtt volt.
Pio atya egyik lelki leánya éppen egy tőle érkezett levelet olvasott az út mentén. A szél kifújta a kezéből, távol, a lejtőn le egy rétre. Messzire repült, azután megállapodott egy kövön. Így a nő visszakapta a levelét. A következő nap találkozott Pió atyával aki azt mondta neki: „Legközelebb figyelj a szélre. Ha nem tettem volna a lábamat a levélre, a szél messze röpítette volna, le a völgybe.”
Cleonice mesélte, aki Pio atya lelki lánya volt: a második világháború alatt az unokaöcsém fogságba került. Nem kaptunk híreket róla egy éven át, és mindenki azt hitte, hogy már meghalt. A szülei nagyon aggódtak érte. Az anyja egy napon elment Pio atyához és letérdelt a szerzetes előtt, aki a gyóntatószékben volt: „Mondd el nekem, ha a fiam él. Nem fogok innen addig elmenni, amíg nem mondod el nekem!” – Pio atya együttérzett vele, és néhány könnycseppel az arcán azt mondta: „Állj fel és menj békével.” – Néhány nappal később, nem tudtam ellenállni a fájdalom gondolatának, amit a szülők elviseltek, úgyhogy úgy döntöttem, hogy csodát kérek Pió atyától. Mondtam neki: „Atyám, egy levelet fogok írni az unokaöcsémnek, Giovanninónak. A borítékra csak a nevét fogom írni, mert nem tudjuk, hogy ő hol van. Te és az őrangyalod vigyétek el a levelet neki.” – Pio atya nem válaszolt, úgyhogy megírtam a levelet. Este az éjjeliszekrényemre tettem, mielőtt ágyba bújtam volna. A következő reggelen nagy meglepetésemre, csodálkozásomra és félelmemre a levelet nem találtam ott. Hálálkodva mentem Pio atyához, de ő azt mondta nekem: „A Miasszonyunknak adj hálát!” Tizenöt nappal később az unokaöcsénk válaszolt a levélre. Akkor a családunkban mindenki boldog volt, hálát és köszönetet mondott Istennek és Pio atyának.
A második világháború alatt Luisa fia tiszt volt a Brit Királyi Haditengerészetnél. Az anya mindennap imádkozott fia megtéréséért és üdvözüléséért. Egy nap angol zarándok érkezett San Giovanni Rotondóba, néhány angol újság volt nála. Luisa el akarta olvasni őket. Az egyik hír egy elsüllyedt hadihajóról szólt, éppen arról, amin a fia szolgált. Sírva ment Pió atyához, aki vigasztalta őt: „Ki mondta neked, hogy a fiad meghalt?” – Pio atya pontosan elmondta neki a szálloda nevét és címét, ahol a fiatal tiszt volt, miután megmenekült a hajótörésből, az Atlanti-óceánon. Ott várta az új szolgálati beosztását. Luisa levelet küldött neki, és néhány hét után választ kapott a tőle.
Egy nő San Giovanni Rotondóban olyan jó ember volt, hogy Pio atya azt mondta róla, hogy lehetetlen volt hibát találni a lelkében, amit meg kellene bocsátani. Más szóval megérdemelte, hogy a mennyországba mehessen. Paolina egyszer komolyan betegnek érezte magát. Az orvosok azt mondták, hogy nincs remény számára. A férje és öt gyermeke a zárdába mentek, hogy Pio atyával imádkozzanak, és megkérjék, hogy segítsen rajta. Az öt gyerek közül kettő húzta Pio atya ruháját, és sírt. Az atyát ez felzaklatta, de megpróbálta vigasztalni őket, és megígérte, hogy imádkozni fog értük, semmi többet. Néhány nappal később hat óra után az atya viselkedése változott. Valójában Paolina gyógyulását kérte és elmondta mindenkinek: „Húsvét napján fog feltámadni.” De nagypénteken az asszony öntudatát vesztve kómába esett. Néhány óra múlva, szombaton Paolina meghalt. Rokonai elvitték az esküvői ruháját, hogy ráadják a régi hagyomány szerint. Más rokonok a zárdába futottak, hogy csodát kérjenek Pio atyától. Ő azt válaszolta nekik: „Ő újra élni fog” – és a szentmise oltárához ment. Elkezdte énekelni a Gloriát és amikor a harangok zúgása bejelentette Krisztus feltámadását, Pio atya hangja zokogásba csuklott, és a szemei megteltek könnyel. Ugyanabban a pillanatban Paolina feltámadt. Mindenféle segítség nélkül felkelt az ágyból, letérdelt, és háromszor elimádkozta a Hiszekegyet. Azután felállt és mosolygott. Meggyógyult… vagy jobb, ha azt mondjuk: feltámadt. Tény, hogy Pio atya nem azt mondta: „magához fog térni”, hanem azt: „fel fog támadni”. Amikor Paolinát megkérdezték, hogy mi történt, amíg ő halott volt, azt válaszolta: „felmentem, mentem, mentem; amikor elértem egy nagy fénybe, visszatértem.”
„Az első lányomat, aki 1953-ban született, megmentette Pio atya, amikor tizennyolc hónapos volt," – mondta egy nő. – 1955. január 6-ának reggelén a férjem és én templomban voltunk, ahova szentmisére mentünk, a lányunk a nagyapjával otthon volt. Baleset történt: a gyerek beleesett egy kádba, amiben vizet forraltak. Megégett a hasán és a hátán. Az orvos kijött egy órán belül, de azt mondta, vigyük kórházba azonnal, mert belehalhat a sebeibe. Ezért nem is adott gyógyszert nekünk. Ahogy az orvos elment, elkezdtem imádkozni Pio atya segítségéért. Majdnem dél volt. Ahogy készültem, hogy menjünk a kórházba, a lányom, aki egyedül volt a hálószobában, hívott engem: »Anyuci, nekem nincs is sebem már!« – »Hogy lehet az?« – kérdeztem kíváncsian őt. Azt válaszolta: »Pio atya jött el. A kezét az égésemre tette, és elvette a sebemet.« Valóban nem volt az égésnek nyoma a lányom testén, bár az orvos azt mondta nekem, hogy a lányom meg fog halni”.

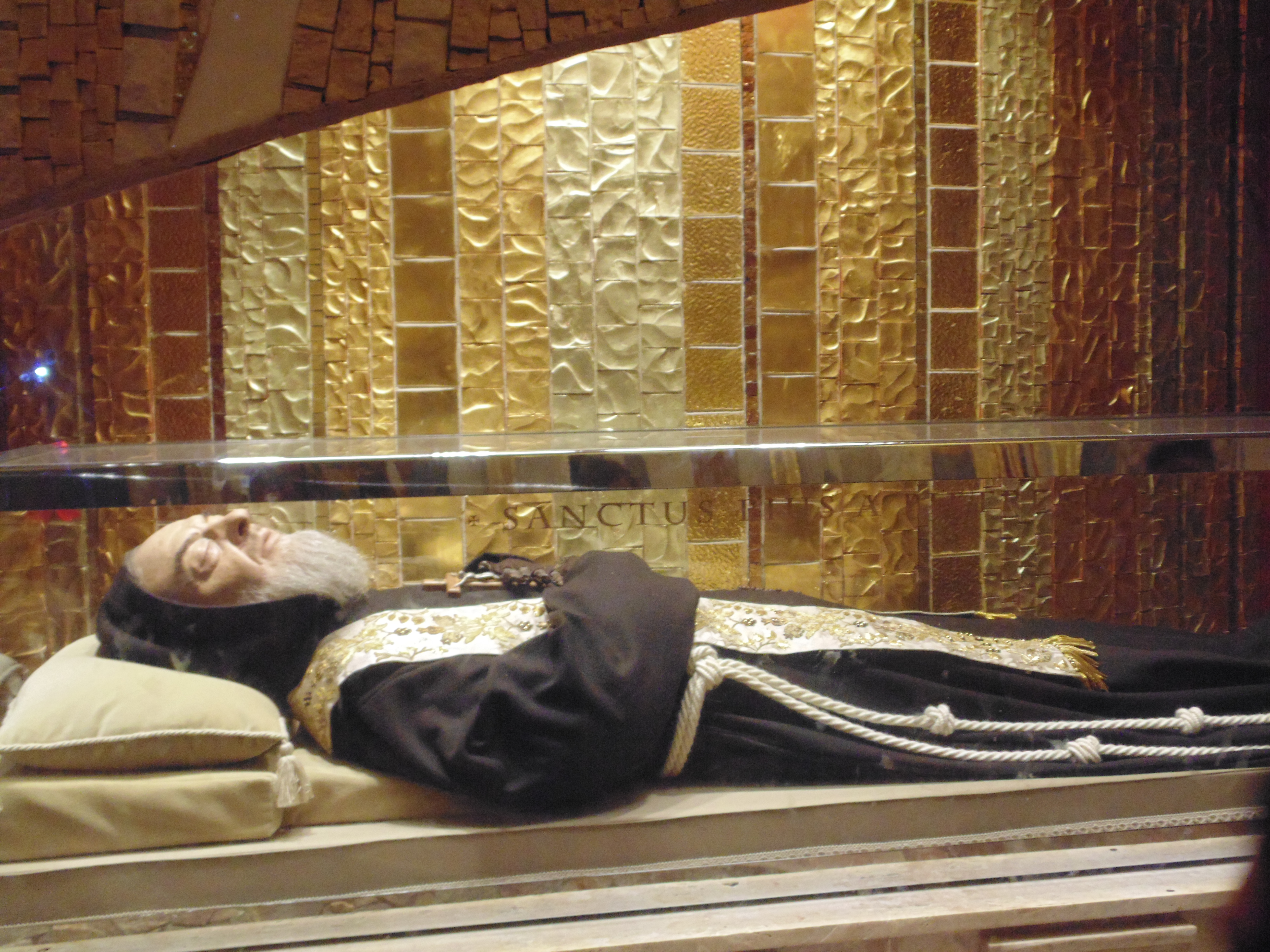
Pio atya földi maradványai

San Giovanni Rotondo parasztjai szeretettel emlékeznek a következő eseményre. Tavasszal a mandulafák virágoztak, jó termést ígértve. De sajnos több millió falánk hernyó érkezett, és felfalta a leveleket és virágokat. Nem kímélték még a fakérget sem. Miután két napon keresztül próbálták megállítani a fertőzést, a parasztok, akiknek a mandula volt az egyetlen gazdasági erőforrásuk – úgy döntöttek, hogy a problémáról beszélnek Pio atyával. Ő megnézte a fákat a zárda ablakából, és úgy döntött, hogy megáldja őket. Felvette ünnepi miseruhát, és elkezdett imádkozni. Amikor befejezte az imát, vette a szenteltvizet és a kereszt jelét hintette vele a levegőbe, a fák irányában. Másnap a hernyók eltűntek, de a mandulafák úgy néztek ki, mint csupasz botok. Ez katasztrófa volt: a termés elveszett. Az, ami aztán történt, hihetetlen! Bőséges termés volt; olyan szüret, amit azelőtt soha nem láttak, mert hogyan lehetséges, hogy a fák virágok nélkül gyümölcsöket teremjenek? Hogy volt lehetséges, hogy olyanok voltak, mint a botok, és mégis gyümölcs nőtt rajtuk? A tudósok nem voltak képesek arra, hogy ennek a jelenségnek bármilyen tudományos magyarázatát adják.
A zárda kertjében fák voltak; ciprusfák, egy kevés gyümölcsfa és néhány fenyő. Különösen nyári délutánokon Pio atya a barátaiból és vendégeiből álló társasággal együtt az árnyékban maradt, hogy egy kicsit felfrissüljön a tikkasztóan meleg időben. Amint néhány emberrel beszélt, sok madár hirtelen csicsergésbe kezdett, és nagy zajt csinált a fák árnyékában. A madarak valóságos zenekart alkottak. Pio atya bosszússá vált, és miközben nézte a madarakat, annyit mondott: „Maradjatok csöndben!” Ekkor a madarak hirtelen elhallgattak. Azok az emberek, akik a kertben voltak, nagyon megdöbbentek! Tény, hogy Pio atya beszélt a madarakkal, mint Assisi Szent Ferenc.
Dr. Sanguinetti két társával 1936. január 20-án este betért San Giovanni Rotondóba a templomba rövid imára. A kolostorban összetalálkoztak Pio atyával, aki kérte őket, hogy imádkozzanak együtt egy lélekért, akinek éppen most kell Isten ítélőszéke elé járulnia. Az ima után Pio atya közölte velük, hogy V. György brit királyért imádkoztak. Másnap kiderült, hogy az angol király éppen abban az órában halt meg, amikor az imaszó elhangzott.
Az 1999-es, az ír Malachy Gerard Caroll: Pio atya: a csodák embere című könyvének egyik része leírja Gemma de Giorgi történetét, akinek vaksága a Pio atyánál történt látogatás következtében gyógyult meg. Gemma, akit 1947-ben nagyanyja hozott San Giovanni Rotondóba pupillák nélkül született. Az úton Pio atyához a kislány elkezdett tárgyakat látni pl. egy gőzhajót és a tengert. Gemma nagymamája nem hitte el, hogy a kislány meggyógyult. Miután Gemma elfelejtett Pio atyától kegyelmet kérni gyónása alatt, a nagymama könyörgött Pio atyának, hogy kérje meg Istent, hogy adja vissza a látását. Pio atya azt mondta neki: „A gyermeknek nem szabad sírnia és neked sem, mert a gyermek lát és tudod, hogy lát.” A szemészek képtelenek voltak megmagyarázni, miként szerezte vissza látását.
Pio atya halála napján, a misztikus Isten szolgája Maria Esperanza de Bianchini Venezuelából jelentette, hogy megjelent neki Pio atya egy látomásban, és ezt mondta: „Azért jöttem, hogy elköszönjek. Eljött az időm. Most te következel.” A férje ezután látta, hogy az asszony arca átalakul Pio atya arcává. A következő napon hallották Pio atya halálhírét. Tanúk szerint később Esperanza maga is levitált misén és bilokált. Domenico da Cese testvér, egy társ-stigmatizált, 1968. szeptember 22-én vasárnap jelentette, hogy Pio atyát térdelni látta a Manoppello előtt, bár tudjuk, hogy Pio atya nem hagyta el a szobáját.

#### Magyar vonatkozások

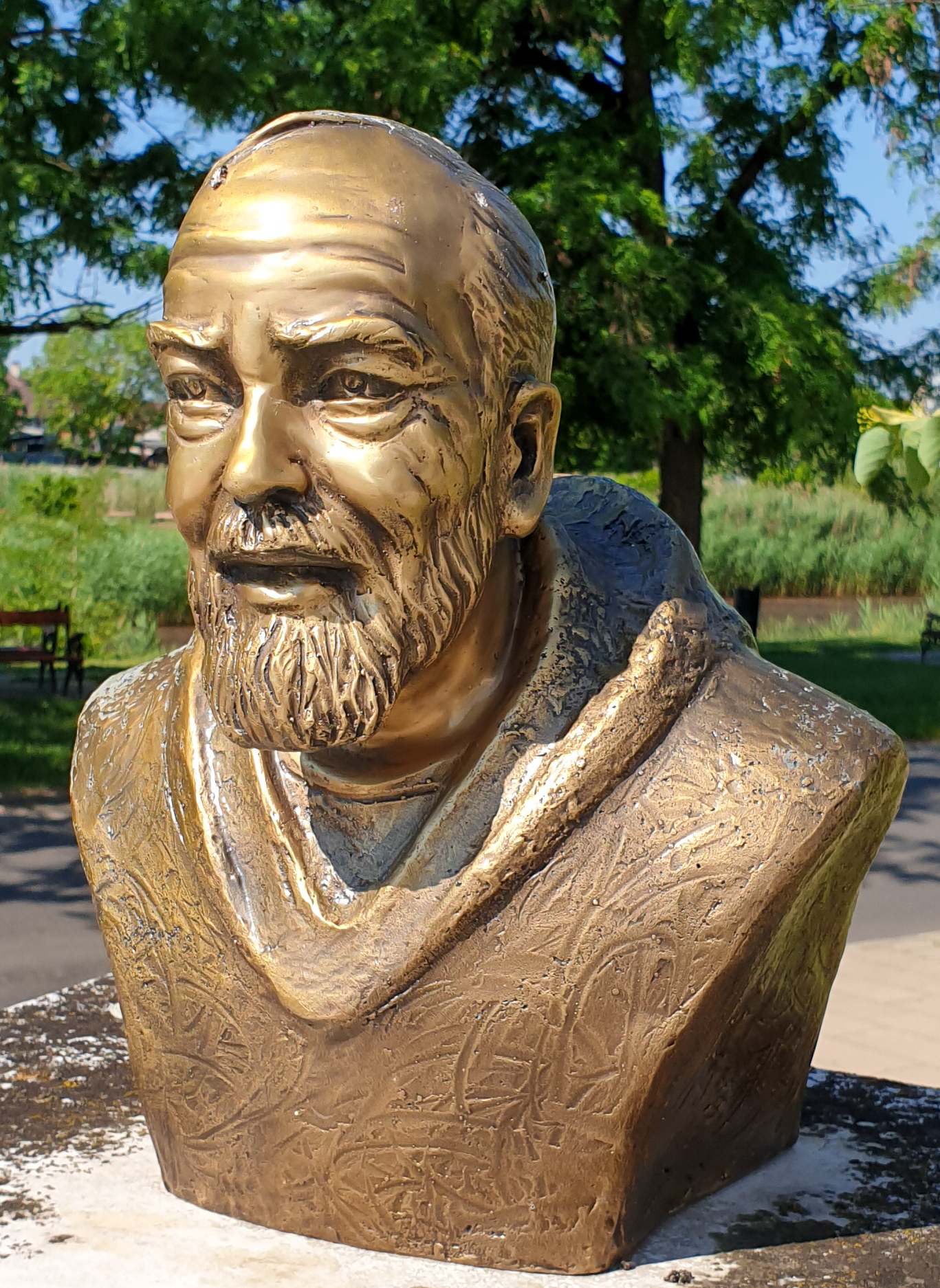
Pio atya mellszobra Nyírbátorban

- Pio atya Mindszenty József bíboros börtöncellájában járt. Ezt a különleges képességen – bilokáción – alapuló esetet szentté avatási eljárásának dokumentumai között találhatjuk, a positio második kötetének 1638. oldalán.[15]
- Széles körben elterjedt egy szöveg Pio atya jövendölése Magyarországról címen. A szöveg viszonylag egységes formában található meg sok helyen az interneten és népszerűsítő kiadványokban,[16] azonban Pio atya írásainak hiteles gyűjteményében nincs nyoma, hogy ezt vagy akár csak hasonlót is mondott vagy írt volna, és szövegkritikai alapon is valószínűtlen, hogy tőle származna (Pio atyára például egyáltalán nem jellemző az „irigylem őket” fogalmazás, illetve a szöveg más jelenkori áljövendölésekkel egyező stílusjegyeket hordoz), ezért valószínű, hogy más(ok) által írt, Pio atya stílusában (nem teljes sikerrel) megfogalmazni próbált, az ő szájába adott, valójában azonban magyar eredetű szövegről van szó. Ezért a szöveg helyes idézési módja: Pio atyának tulajdonított „jövendölés” Magyarországról:

„Magyarország egy olyan kalitka, amelyből egyszer még egy gyönyörű madár fog kirepülni. Sok szenvedés vár még rájuk, de egész Európában páratlan dicsőségben lesz részük. Irigylem a magyarokat, mert általuk nagy boldogság árad majd az emberiségre. Kevés nemzetnek van olyan nagyhatalmú őrangyala, mint a magyaroknak és bizony helyes lenne erősebben kérniük hathatós oltalmát országukra!”

#### Lengyel vonatkozások
1947-ben Karol Józef Wojtyła, egy fiatal lengyel pap, aki az Aquinói Szent Tamás Pápai Egyetemen tanult Rómában, s aki később II. János Pál pápa lett, meglátogatta Pio atyát és meghallgatta gyónását. Egy osztrák bíboros, Alfons Stickler elmesélte, hogy Pio atya megjósolta neki a találkozó alatt, hogy „egy nap az Egyház legmagasabb pontjára emelkedik, bár még megerősítés szükséges.” Stickler bíboros úgy folytatta, hogy Wojtyła azt hitte, hogy ez a jóslat akkor teljesedett be, amikor bíboros lett. Nem gondolta, hogy ez a pápaságra vonatkozik. (János Pál pápa titkára, Stansisław Dziwisz tagadja a jóslatot, amíg George Weigel életrajzi könyve, a Witness to Hope említi a találkozást, de a jóslatot nem.) Elbeszélések alapján fennmaradt, hogy Wojtyła püspök írt Pio atyának 1962-ben, hogy imádkozzon dr. Wanda Poltawskáért, egy lengyel barátjáért, aki rákban szenved. Később dr. Poltawska rákja spontán elkezdett csökkenni. Az orvosszakértők nem találtak magyarázatot a jelenségre.

## Halála
Pio atya egészségének romlása 1960-ban kezdődött, de ennek ellenére folytatta lelkészi szolgálatát. 1968. szeptember 21-én, egy nappal a stigmák megjelenésének 50. évfordulója után nagy fáradtságot érzett. A következő napon ünnepi nagymisét kellett volna bemutatnia, de mivel gyengének érezte magát, félt hogy nem tudja befejezni a misét. Megkérte elöljáróját, hogy kismisét mondhasson helyette, ahogy éveken át napi szinten tette. A nagy számú zarándok miatt, akik a misére érkeztek, Pio atya elöljárója úgy döntött, hogy ünnepi nagymise kell legyen. Így Pio atya az engedelmesség szellemében ünnepi nagymisét mutatott be. Mise alatt rendkívül esendő állapotban volt. Hangja halkan szólt, és miután befejezte a misét, annyira elgyengült, hogy az oltárlépcsőn lefelé haladtában majdnem összeesett. Több kapucinus testvérnek kellett tamogatnia. Ez volt Pio atya utolsó szentmiséje.
23-án reggel utoljára gyónt és megújította ferences fogadalmait. A szokásos módon a rózsafüzér a kezében volt, de az Üdvözlégyeket már nem tudta hangosan mondani. Végig két szót ismételgetett: „Gesù, Maria” (Jézus, Mária). Körülbelül hajnali 2 óra 30 perckor azt mondta: „két édesanyát látok” (sokak szerint saját édesanyja és Szűz Mária volt), majd meghalt San Giovanni Rotondó-i cellájában, utolsó leheletével azt suttogva: „Mária!”
Testét szeptember 26-án temették el a Kegyelmek Anyja-templom kriptájában. Gyászmiséjén több mint százezer ember vett részt. Gyakran mondta: „Halálom után többet fogok tenni. Az igazi küldetésem halálom után kezdődik.” Azok, akik végig együtt voltak vele, azt állítják, hogy sebei teljesen eltűntek mindenféle sebhely nélkül. Oldalán csak egy vörös jel maradt „mintha piros ceruzával rajzolták volna”, de ez is eltűnt később.
Pietrelcinai Szent Pio a civil védő önkéntesek védőszentjeként ismert, miután ezt egy 160 főből álló csoport kérvényezte az Olasz Püspöki Konferencián. A püspökök továbbították a kérelmet a Vatikánba, amely megadta rá az engedélyt.

## Emlékezete

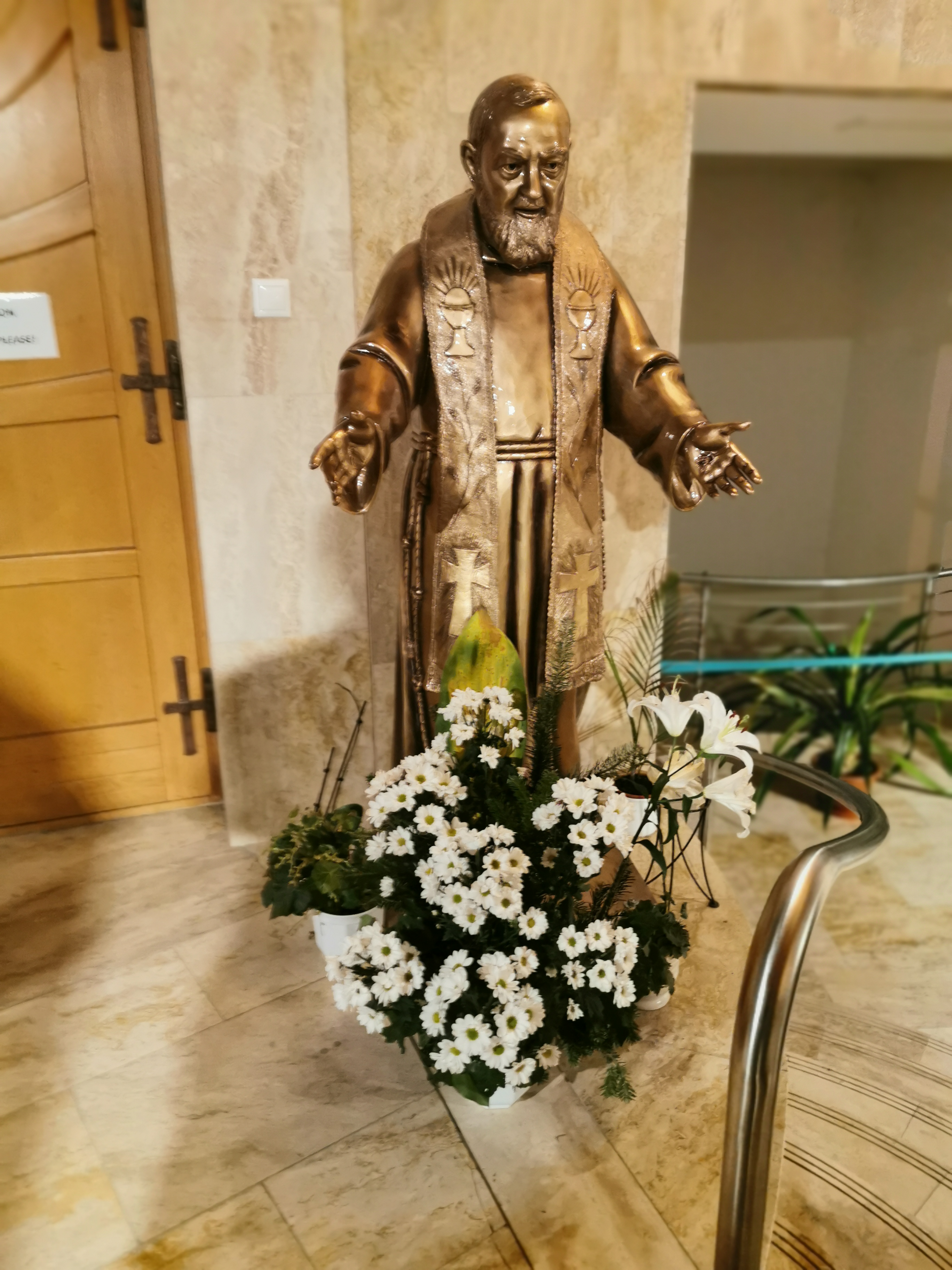
Pietrelcinai Szent Pio szobra a Szent Angyalok Templomában

- Pio Atya (olaszul Padre Pio), olasz filmdráma, 2000, rendező: Carlo Carlei[17]
- Budapesten Gazdagrét városrészben tér viseli a nevét.
- Kisbéren a katolikus templom mellett található egy szobor róla.

## Magyarul megjelent művei
- Pio atya levelezései I.; ford. P. Török Marcell; Simonné Tigelmann Ilona, Tata, 1991 (Istenes könyvek)
- Keresztút Pio atyával; ford. Richter Csilla; Szt. István Társulat, Budapest, 2004
- Pio atya levelei. Egy misztikus szent vallomásai lelkivezetőihez. A szent sebhelyek. Jézus társa a szenvedésben; ford. Ménesiné Mezősi Krisztina; MÉCS Családközösségek, Budapest, 2008
- Sebekből fakadó élet. Vallomások, tanácsok Pio atyától; vál., szerk. Székács Miklós; Ecclesia, Budapest, 2015 (Ecclesia imafüzetek)
- Szent Pio atya breviáriuma. Szent Pio atya gondolatai, útmutatásai az esztendő minden napjára; ford. Parcz Ferenc; 6. kieg. kiad.; Szt. Gellért, Budapest, 2017
- Pio atya gondolatai. Bölcsességek az év minden napjára; ford. Szeles Ágnes; Lazi, Szeged, 2020

## Fordítás
- Ez a szócikk részben vagy egészben  a   Pio of Pietrelcina című angol Wikipédia-szócikk fordításán alapul.  Az eredeti cikk szerkesztőit annak laptörténete sorolja fel. Ez a jelzés csupán a megfogalmazás eredetét és a szerzői jogokat jelzi, nem szolgál a cikkben szereplő információk forrásmegjelöléseként.